# قلق الكتابة
قلق الكتابة (بالإنجليزية: Writing anxiety)‏ هو مصطلح يشير إلى التوتر والقلق والعصبية ومجموعة متنوعة من المشاعر السلبية الأخرى عند تكليفك بمهمة كتابية في مواقف معينة. قد يشعر البعض بالقلق من كتابة مقال للمدرسة، لكن كتابة بريد إلكتروني حول نفس الموضوع لا يثير القلق. قد يشعر الآخرون بالرضى عند كتابة تقرير معمل، لكن كتابة رسالة إلى أحد أفراد أسرته تثير القلق.

## أسبابها
يمكن أن يحدث القلق عند الكتابة في:
- مواجهة ضغوط الحصول على درجات جيدة في المدرسة أو الكلية أو الجامعة.[3]
- الحاجة إلى تكييف وتعلم أسلوب كتابة جديد.[4]
- مواعيد نهائية ضيقة أو عدم وجود مواعيد نهائية.[1]
- عدم فهم مهمة الكتابة.[4]

## التعامل مع قلق الكتابة
هناك العديد من الطرق للتعامل مع القلق من الكتابة.
- طلب المساعدة من مدرس أو مجموعة كتاب أو صديق أو أحد أفراد الأسرة حول المهمة؛ يمكن أن يساعد في فهم المهمة وإعطاء التوجيه الذي يناسب أسلوب الكتابة والشكل المناسب للمهمة.[4]
- التدرب على الكتابة. إنها مهارة يمكن تعلمها وتدريسها، بدعم وتوجيه من المعلمين والمحاضرين والأساتذة.[2]
- وضع خطة لما يجب كتابته. عمل على ما يقال، وما هي المشاعر التي تُنْقَل للقارئ، وكيفية الوصول إلى الهدف النهائي.[5]